# لوتشيانو مونتيرو
لوتشيانو مونتيرو (بالإسبانية: Luciano Montero)‏ كان دراج إسباني.

## الميداليات
| الميدالية | المسابقة                                    |
| --------- | ------------------------------------------- |
| فضية      | بطولة العالم لسباق الدراجات على الطريق 1935 |

## روابط خارجية
- لوتشيانو مونتيرو على موقع أرشيف الدراجات (الإنجليزية)
- لوتشيانو مونتيرو على موقع إحصائيات الدراجات الإحترافية (الإنجليزية)
- لوتشيانو مونتيرو على موقع CycleBase (الإنجليزية)